# فولو كوبتر 2 إكس (مروحية)
ڤُولو كُوبِتر 2 إكس (Volocopter 2X) هِي مُروّحِيّة مُتعدِّدة المرَاوِح، بِدُون طيّار، تَعمل بِالطّاقة الكهربائِيّة. يتِمّ رفعُها مِن قبل مجمُوعة مِن الأجنِحة الدائرية رفيعة الوترِ، وتُصنف على أَنّها مِن الطَّائِرات العمُودِيّة فَائِقة الْخِفّة مِن صُنع شرِكة ڤُولو كُوبِتر الأَلمانِيّة.

## انظُر أيضاً
- فولو كوبتر.
- طائرة بدون طيار.
- مروحية عديمة دوار الذيل.

## وصِلات خارِجِيّة
- الصّفحة الرّسميّة لشرِكة ڤُولو كُوبِتر (باللُّغة الألمانِيّة، والإِنجِلِيزِيّة).